# James Flynn (politologue)
Pour les articles homonymes, voir James Flynn (homonymie) et Flynn.
Ne doit pas être confondu avec Richard Lynn.
Pour l'escrimeur, voir James Flynn.
James Flynn, né le 28 avril 1934 à Washington et mort le 11 décembre 2020 à Dunedin, est un universitaire néo-zélandais d'origine américaine. Il fait une carrière de professeur  en sciences politiques à l'université d'Otago (Nouvelle-Zélande). Il est l'auteur de recherches et de publications sur l'augmentation continuelle du QI au XXe siècle, phénomène connu sous le nom d'effet Flynn.

## Biographie
James Robert « Jim » Flynn est né aux États-Unis en 1934. Il enseigne à l'université néo-zélandaise d'Otago de 1967 à 2017, où il dirige durant trente ans le département de science politique. Il est docteur honoris causa de l'université, membre de la Royal Society of New Zealand, et lauréat de la médaille Aronui décernée par cette société.

## Activités de recherche sur le quotient intellectuel
James Flynn veut définir l'intelligence de manière suffisamment large pour être indépendante de la culture, pointant ainsi que le mode de pensée nécessaire à la survie en milieu désertique (orientation, nourriture…) est très différent de celui demandé pour réussir dans l'Occident actuel (études, comportement social, réseautage…) Ses recherches portent également sur les idéaux humains, les débats idéologiques, la philosophie politique, les problématiques raciales et le QI.
Ses livres, au nombre de six, combinent politique et morale philosophique avec la psychologie afin d'examiner des problèmes comme la justification des idéaux humains et ce qui donne du sens ou non à la détermination de races ou aux classes sociales ainsi que leurs liens avec le mérite personnel. 

## Engagement politique
James Flynn soutient la gauche néozélandaise. Il est devenu membre fondateur du Parti travailliste de Nouvelle-Zélande ainsi que de l'Alliance néozélandaise. Il a également conseillé le Parti travailliste du Premier ministre Norman Kirk sur la politique étrangère. Il a été invité à de multiples reprises au Parlement néozélandais et, à la suite des élections de 2005, y intervient en tant que porte-parole de l'Alliance pour ce qui est des finances et de la taxation.

## Controverses
En 2007, des études basées sur des résultats néozélandais de 2007 ont montré que les femmes sans éducation tertiaire ont en moyenne 2,57 enfants, en comparaison d'une moyenne de 1,85 enfant pour les femmes de plus haute éducation. En juillet 2007, le Sunday Star-Time a mal cité James Flynn en interprétant qu'il aurait dit que la Nouvelle-Zélande risquait de voir décroître l'intelligence de sa population et qu'« une tendance génétique diminuait la qualité de l'ADN quant aux capacités intellectuelles » (« persistent genetic trend which lowered the genetic quality for brain physiology would have some effect eventually »). 
James Flynn eut pour seul commentaire qu'à 73 ans, il était trop vieux pour encore se soucier d'offenser qui que ce soit.
James Flynn s'est étendu plus tard sur le sujet, lors de l'émission Close Up, dans une interview avec Paul Henry, suggérant que le Sunday Star-Time avait grossièrement caricaturé ses vues, prétendant que cela avait été extrait d'un contexte basé sur l'illustration d'une situation en tant qu'exemple et non comme solution ou comme théorie.

## Publications récentes
- Race, IQ and Jensen London and Boston: Routledge & Kegan Paul, 1980.  (ISBN 0710006519)
- Humanism and Ideology: an Aristotelian View  London and Boston: Routledge and Kegan Paul, 1973.  (ISBN 0710074425)
- Asian Americans : Achievement Beyond IQ  Hillsdale, N.J.: L. Erlbaum Associates, 1991.  (ISBN 0805811109)
- How to defend humane ideals: substitutes for objectivity Lincoln, Neb.: University of Nebraska Press, 2000.  (ISBN 0803219946)
- What is intelligence? : beyond the Flynn effect Cambridge, UK ; New York: Cambridge University Press, 2007.  (ISBN 9780521880077)
- Where Have All the Liberals Gone?: Race, Class, and Ideals in America Cambridge, UK ; New York: Cambridge University Press, 2008.  (ISBN 9780521494311)